# علم الوراثة الكيميائية
علم الوراثة الكيميائية هو التحقيق في وظيفة البروتينات ومسارات توصيل الإشارة في الخلايا عن طريق فحص عالي الإنتاجية للمكتبات الكيميائية للجزيئات الصغيرة. علم الوراثة الكيميائي مشابه للتحري الجيني الكلاسيكي حيث يتم إدخال طفرات عشوائية في الكائنات الحية، ويلاحظ النمط الظاهري لهذه الطفرات، وأخيراً يتم تحديد الطفرة الجينية المحددة (النمط الجيني) التي أنتجت هذا النمط الظاهري. في علم الوراثة الكيميائي، لا يضطرب النمط الظاهري من خلال إدخال الطفرات، لكن من خلال التعرض لمركبات أداة الجزيئات الصغيرة. يتم استخدام فحص النمط الظاهري للمكتبات الكيميائية لتحديد أهداف الأدوية (علم الوراثة الأمامي أو البروتينات الكيميائية) أو للتحقق من صحة هذه الأهداف في النماذج التجريبية للأمراض (علم الوراثة العكسي). التطبيقات الحديثة لهذا الموضوع مشاركة في نقل الإشارات، والتي قد تلعب دورًا في اكتشاف علاجات جديدة للسرطان. يمكن أن تكون الوراثة الكيميائية بمثابة دراسة موحدة بين الكيمياء والبيولوجيا. تم اقتراح هذا النهج لأول مرة من قبل تيم ميتشيسون في عام 1994 في مقال رأي في مجلة الكيمياء والبيولوجيا بعنوان "نحو علم الوراثة الدوائية".

## طريقة
يتم إجراء الفحص الجيني الكيميائي باستخدام مكتبات من الجزيئات الصغيرة التي لها أنشطة معروفة أو ببساطة تراكيب كيميائية متنوعة.يمكن تنفيذ هذا الفحص من خلال وضع الإنتاجية العالية، باستخدام 96 من الألواح الجيدة، حيث يحتوي كل لوح على خلايا معالجة بمركب فريد. بالإضافة إلى الخلايا، يمكن أيضًا فحص أجنة القيطم أو أجنة سمك الدانيو المخطط ب 96 تنسيق جيد حيث يتم إذابة المركبات في الوسائط التي تنمو فيها الأجنة. يتم تطوير الأجنة حتى المرحلة المرادة ومن ثم يمكن تحليل النمط الظاهري. يمكن اختبار العديد من التركيزات من أجل تحديد التركيزات السامة والمثلى.

## تطبيقات
تسمح إضافة مركبات للأجنة النامية بفهم آلية عمل الأدوية وسميتها وعمليات النمو التي تنطوي على أهدافها. تم إجراء الفحوصات الكيميائية في الغالب على النوع البري أو كائنات القيطم والدانيو المخطط المعدلة وراثياً لأنها تنتج كمية كبيرة من البيض المتزامن، سريع التطور والشفاف الذي يسهل تسجيله بصرياً. يقدم استخدام المواد الكيميائية في علم الأحياء التطوري ميزتين رئيسيتين. أولاً، من السهل إجراء مسح عالي الإنتاج باستخدام طيف واسع أو مركبات مستهدفة محددة والكشف عن الجينات أو المسارات المهمة المشاركة في العمليات التنموية. ثانياً، يسمح بتضييق وقت عمل جين معين. يمكن استخدامه أيضًا كأداة في تطوير الأدوية لاختبار السمية في الكائن الحي بأكمله. يتم تطوير إجراءات كنموذج التقييم السريري للجنين لتنفيذ فحوصات كيميائية لاختبار السمية. كما تم استخدام أجنة القيطم وسمك الدانيو المخطط لتحديد الأدوية الجديدة التي تستهدف جينًا معينًا مهمًا.